# Вулиця Трильовського (Львів)
Вулиця Трильовського — вулиця у Сихівському районі міста Львова, в місцевості Сихів. Сполучає вулиці Коломийську та Антонича.

## Назва
Від 1987 року — вулиця Лелюшенка, на честь радянського військового діяча Дмитра Лелюшенка. Сучасна назва — вулиця Трильовського, на честь українського громадсько-політичного діяча, творця січового руху Кирила Трильовського, походить з 1992 року.

## Забудова
Забудова — житлова багатоповерхова 1980—1990-х років та 2000-х років.

### Будинки
№ 9 — львівський дошкільний навчальний заклад ясла-садок № 130 Львівської міської ради. Дошкільний заклад створений на підставі рішення виконавчого комітету Львівської міської ради від 18 липня 1991 року за № 257, наказом відділу освіти Галицької райадміністрації від 31 грудня 1991 року за № 1060-К відкрито групи компенсуючого типу для дітей з вадами мовлення. Заклад розрахований на 267 дітей. У дошкільному закладі функціюють групи загального розвитку, компенсуючого типу для дітей з вадами мовлення.
№ 9а — храм Зіслання Святого Духа УГКЦ. 19 червня 1997 року з благословення владики Володимира Стернюка було посвячена територія, хрест та наріжний камінь для будови церкви. Через хворобу і постійну зайнятість владика делегував уділяти посвячення через о. Володимира (Василя) Вороновського. Тоді ж само о. Михайлом Литвином засновано парафію Зіслання Святого Духа. 1998 року змонтовано невелику тимчасову каплицю. У 2006—2013 роках біля каплиці збудований мурований храм Зіслання Святого Духа. 13 жовтня 2013 року Високопреосвященний Архиєпископ і Митрополит Львівський владика Ігор у співслужінні собору священиків очолив першу Літургію в новозбудованому храмі. 19 жовтня 2014 року Преосвященний владика Венедикт, єпископ-помічник Львівської архиєпархії, з пастирським візитом відвідав парафію та окропив захристії в новозбудованому храмі.
№ 10 — львівський дошкільний навчальний заклад ясла-садок № 40 Львівської міської ради. Заклад розрахований на 354 дитини. У дошкільному закладі функціює 12 груп загального розвитку.
№ 12 — львівська СЗОШ № 98. На початку листопада 2020 року в рамках проєкту «#ПроКогоГоворятьВулиціСихова» на одній зі стін СЗШ № 98 створили мурал з портретом Кирила Трильовського та уривком з пісні товариства «Січ». У школі діє відділення Львівської шахової академії.
№ 12а — центр водного відпочинку «Дельфін».
№ 17 — львівська СЗОШ № 1. Будівля школи споруджена і почала функціонувати згідно наказу № 147 департаменту гуманітарної та соціальної політики Львівського міськвиконкому від 31 липня 1997 року: «Відкрити першу чергу середньої загальноосвітньої школи №1 у мікрорайоні Сихів-23 в кількості 14 класів на 490 учнів». Директором школи було призначено Брилинського Мирослава Степановича. Профіль школи — спеціалізовані класи з поглибленим вивченням економіки. 
№ 24 — початкова школа «Дивосвіт», заснована 1998 року. 26 березня 2002 року змінено назву школи на «Загальноосвітню школу «Дивосвіт». 1 вересня 2004 року у школі запровадили поглиблене вивчення англійської мови з першого класу. З вересня 2008 року у школі почали вивчати другу іноземну мову — німецьку.

## Відомі мешканці
- Бондар Олександр Володимирович (1968—2015) — український військовик, старший сержант Збройних сил України, учасник російсько-української війни.